# Kaldbak
Kaldbak este un oraș din Insulele Faroe.